# Диссипативная система
Диссипативная система (или диссипативная структура, от лат. dissipatio — «рассеиваю, разрушаю») — это открытая система, которая оперирует вдали от термодинамического равновесия. Иными словами, это устойчивое состояние, возникающее в неравновесной среде при условии диссипации (рассеивания) энергии, которая поступает извне. Диссипативная система иногда называется ещё стационарной открытой системой или неравновесной открытой системой.
Диссипативная система характеризуется спонтанным появлением сложной, зачастую хаотичной структуры.
Отличительная особенность таких систем — несохранение объёма в фазовом пространстве, то есть невыполнение Теоремы Лиувилля.
Простым примером такой системы являются ячейки Бенара. В качестве более сложных примеров называются лазеры, капельный кластер, реакция Белоусова — Жаботинского, циркуляция атмосферы и биологическая жизнь.
Термин «диссипативная структура» введен Ильёй Пригожиным.
Последние исследования в области диссипативных структур позволяют делать вывод о том, что процесс самоорганизации происходит гораздо быстрее при наличии в системе внешних и внутренних шумов. Таким образом, шумовые эффекты приводят к ускорению процесса самоорганизации.